# Religion au Cameroun

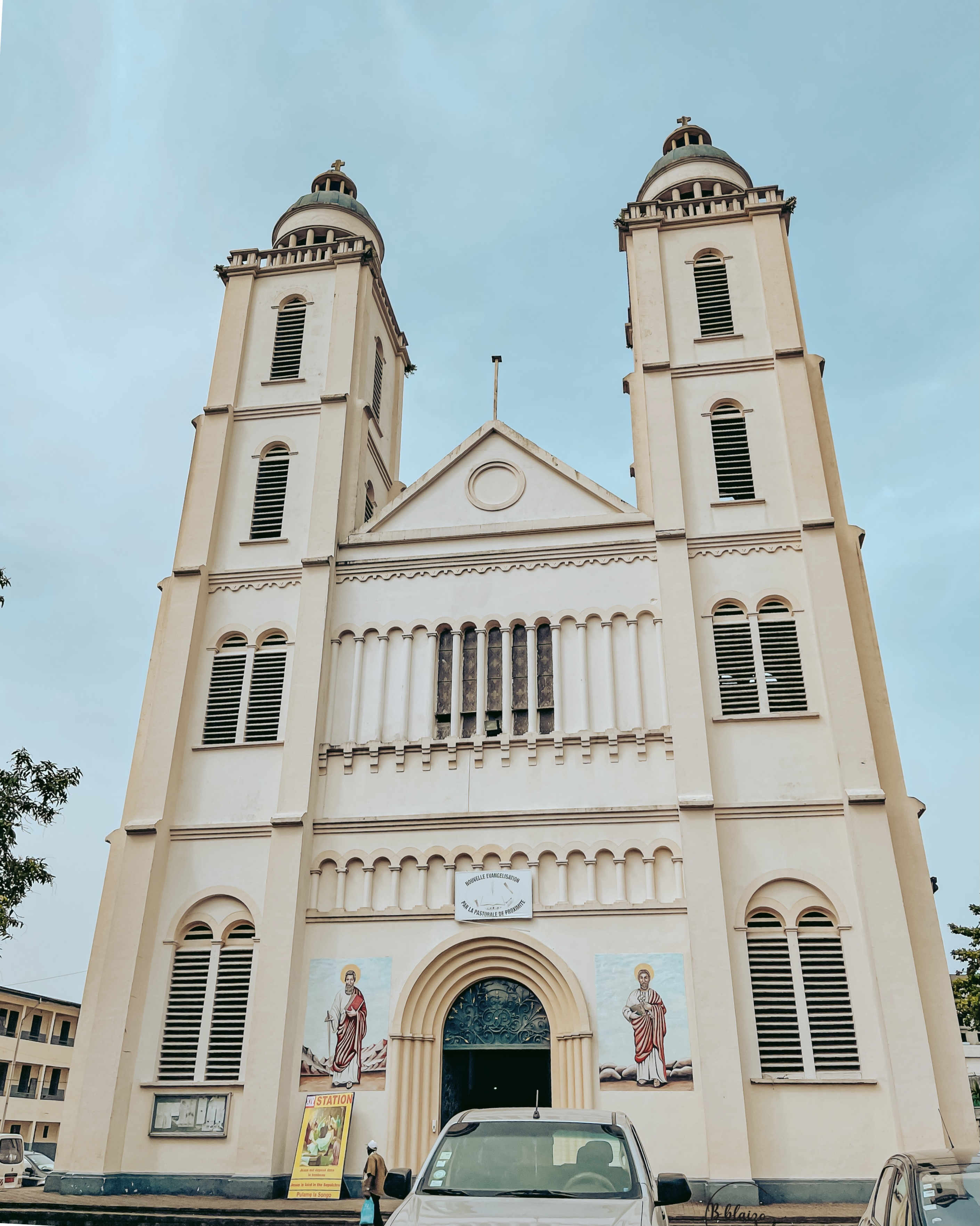
La Cathédrale Saint-pierre et Saint-Paul de Douala, siège de l'archidiocèse de Douala.

On pratique plusieurs religions au Cameroun, État laïc, de près de 28 millions d'habitants en 2022. Le Cameroun est un pays membre de l'Organisation de la coopération islamique. La population est composée,, :
- d'environ 60 % de chrétiens :
  - catholiques : 36 %
  - protestants : 24 %
  - orthodoxes : 0,5 %
- de musulmans : 35 %
- d'animistes : 4%
- de libres penseurs : 1 %.

## Histoire
Avant la colonisation, les peuples du Cameroun partageaient des croyances animistes caractérisées par des mythes et des rites variés mais ayant comme points communs le culte des ancêtres. Il y eut, à partir du XIXe siècle, une véritable compétition entre missionnaires catholiques et protestants pour évangéliser les Camerounais.
En pratique, beaucoup de personnes associent aujourd'hui une foi chrétienne et d'anciennes croyances autochtones. Il faut noter le succès au Cameroun de toutes sortes d'Églises, notamment évangéliques, inspirées de modèles américains ou africains.

## Christianisme: 60..61%
La population est estimée à 59,7 % de chrétiens en 2020.

### Catholicisme: 37..38%

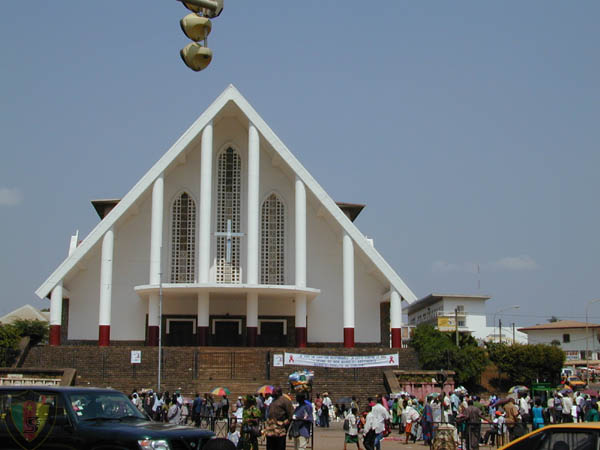
Cathédrale Notre-Dame-des-Victoires de Yaoundé.

- Église catholique au Cameroun (en)

La population catholique est estimée à 37 %. Les fidèles sont répartis en 22 diocèses. Leur plus haut dignitaire est Mgr Samuel Kleda, archevêque de Douala qui succède au cardinal Christian Tumi, archevêque émérite de Douala.
- Archidiocèse de Douala
- Archidiocèse de Yaoundé
- Conférence apostolique du Cameroun (en)
- Sacred Heart College (Bamenda, 1961)
- Université catholique d'Afrique centrale (Yaoundé, 1991)

#### Visites du souverain pontife
- Le pape Jean-Paul II est venu au Cameroun du 10 au 14 août 1985.
- Le pape Benoît XVI est venu au Cameroun du 17 au 20 mars 2009.

### Protestantisme: 24%
La population protestante est estimée à 24,3 % de la population camerounaise. Les fidèles sont répartis principalement sur le littoral et les provinces anglophones du Nord-Ouest et du Sud-Ouest.
Une mission britannique de la Société missionnaire baptiste arrive à Bimbia en 1843, dirigée par le missionnaire jamaïcain Joseph Merrick ,,. En 1952, l’Union des églises baptistes du Cameroun est fondée,. Selon un recensement de l’association, en 2023 elle disait avoir 525 églises et 80,000 membres. En 1954, la Convention baptiste du Cameroun est fondée dans les régions anglophones. Selon un recensement de l’association, en 2023 elle disait avoir 1,535 églises et 228,507 membres.
- Église évangélique luthérienne du Cameroun (EELC, 450 000 membres)
- Église évangélique du Cameroun (EAC, 2,5 millions d'adeptes)
- Presbyterian Church in Cameroon  (PCC, 1,5 million d'adeptes) (Église presbytérienne camerounaise (EPC))
- Church of the Province of West Africa (en), anglicane, 1 million de membres environ, Diocèse anglican du Cameroun, Sœurs bénédictines de Béthanie

### Orthodoxie: 0,5%
La population orthodoxe est estimée à 0,5 % de la population camerounaise. Les fidèles de l'Église syriaque orthodoxe antiochienne sont répartis principalement sur le littoral, le Centre et l'Est.

## Islam: 35%

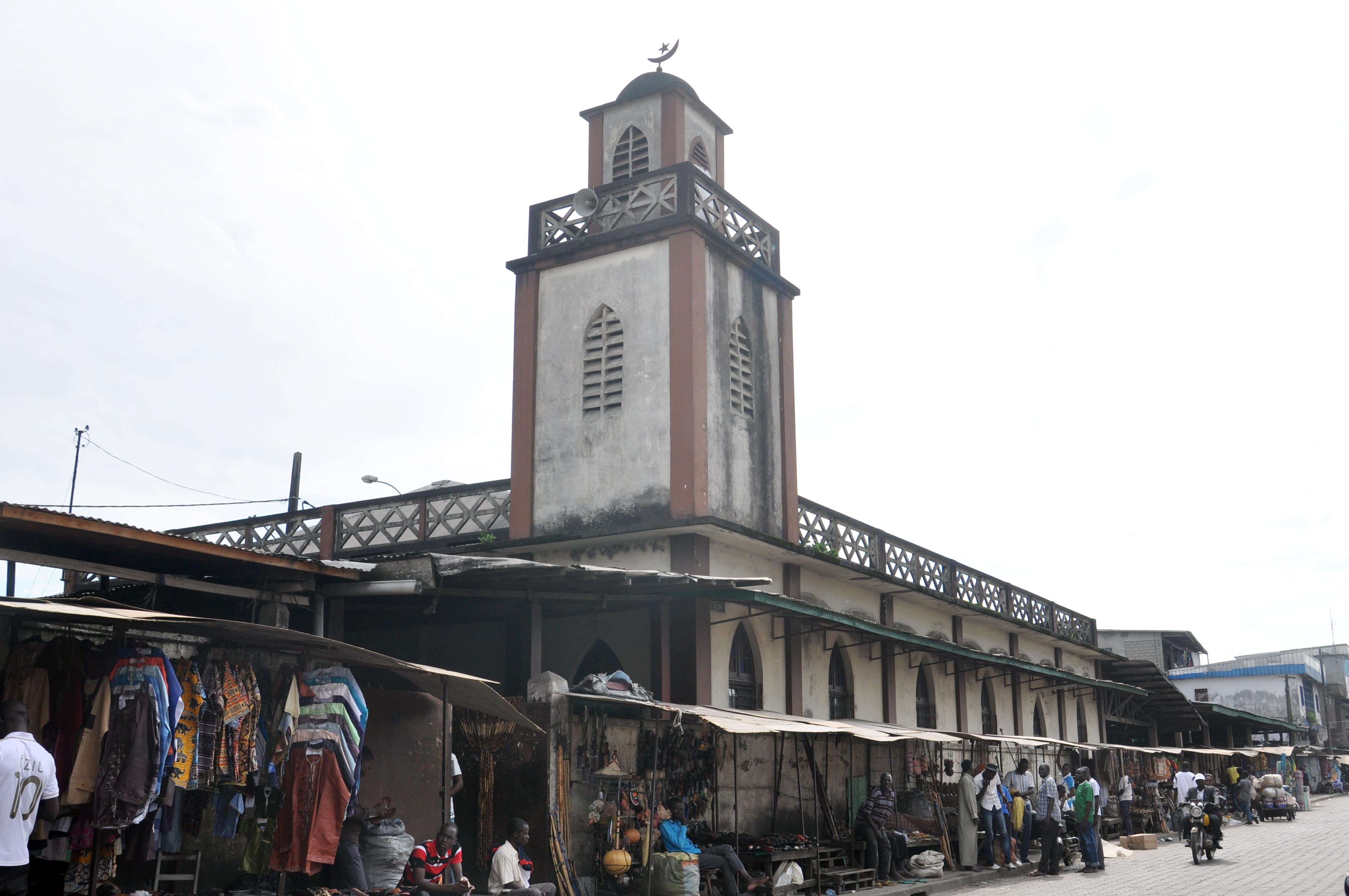
La mosquée centrale de New Bell, à Douala.

La population musulmane est estimée à 35 % de la population camerounaise. Les fidèles sont répartis principalement dans l'Adamaoua, le Nord, l'Extrême Nord et à l'ouest (peuple bamoun). mais également dans la capitale Yaoundé et à Douala

## Animisme et religions traditionnelles: 4%
Les adeptes des religions traditionnelles (estimés à 3,6 % de la population) sont principalement présents à l'ouest, au sud et à l'est.

## Persistance de l'irrationnel
La superstition garde une certaine prégnance au Cameroun, même dans les médias. Par exemple en janvier 2015 plusieurs stations de radio ont parlé pendant un mois d'un homme qui se serait transformé en moto, moto qui aurait été publiquement exposée dans un commissariat de Yaoundé. Des tables rondes ont même été organisées par elles sur le sujet. Des rumeurs, fondées ou non, de crimes rituels, y font régulièrement surface.

## Autres spiritualités
- Bahaïsme au Cameroun (en) (50 000 environ)
- Hindouisme au Cameroun (en)
- Judaïsme au Cameroun (en), histoire des Juifs au Cameroun (le chiffre de 400 000 Juifs en 1920 est avancé. Il aurait été de 167 000 vers 1962)